# Laïs (groupe)
Pour les articles homonymes, voir Laïs.
Laïs est un groupe belge de folk, originaire de Kalmthout, dans la province d'Anvers. Formé en 1996, il est composé de trois chanteuses, Jorunn Bauweraerts, Annelies Brosens, et Nathalie Delcroix. Soetkin Collier participe également à la fondation de Laïs, qui a enregistré son premier disque en 1998.
Ces chanteuses interprètent, majoritairement en vieux flamand ou en français mais aussi en suédois ou en latin, des chants du répertoire traditionnel de différents pays d'Europe, de la chanson contemporaine (Jacques Brel) ou des polyphonies de la Renaissance, ainsi que quelques créations originales, mêlant des influences folk, pop et rock. Elles privilégient le chant polyphonique a cappella et l'accompagnement par des instruments traditionnels divers : guitare acoustique et électrique, percussions-batterie, accordéon, cornemuse, flûte, vielle.

## Histoire
Laïs est le nom d'un poème d'amour courtois du Moyen Âge. Bien que les chanteuses du Laïs soient originaires de Kalmthout, le groupe voit le jour à Gand. Jorunn Bauweraerts suivait des cours de chant jazz avec Ronald Douglas au conservatoire, lorsqu'elle rencontre par hasard Annelies Brosens. Avec Soetkin Collier, qu'ils avaient rencontré sur une scène folklorique à Gooik vers 1995, ils décident de commencer à chanter de vieilles chansons folk flamandes a cappella. Soetkin Collier a à peine 18 ans lorsqu'elle quitte rapidement le groupe. Elle est remplacée par Nathalie Delcroix. Le groupe est surtout connu pour son chant collaboratif, où les chanteuses interprètent des textes anciens — datant du Moyen Âge — sur des mélodies qu'ils ont écrites eux-mêmes. Ils sont accompagnés d'instruments modernes et anciens, tels que le hakkebord, la vielle à roue et la nyckelharpa. Ils se font connaître après leur prestation au festival folklorique de Dranoutre en 1996. 
Leur premier album date de 1998. Entre-temps, ils se produisent en Afrique du Sud, au Canada, en France (en première partie de Sting), aux Pays-Bas et en Chine. En avril 2004, ils sortent leur quatrième CD, Douce victime, qui comprend des reprises de Jacques Brel et d'Herman van Veen. Il est enregistré aux légendaires studios Abbey Road et produit par Wouter Van Belle.
Dans la saison 7 de la série télévisée Flikken, Laïs chante la chanson Kalima Kadara pendant le générique. Sibylle Helmer chorégraphie une « nouvelle » danse folklorique sur la chanson de Laïs De valse zeeman. Cette danse, clairement inspirée des paroles de la chanson, est très populaire dans les cercles de danse folklorique néerlandais. En septembre 2020, après 25 ans de carrière, le groupe annonce le départ d'Annelies Brosens. Depuis, Nathalie Delcroix et Jorunn Bauweraerts continuent de se produire sous le nom de Laïs, ceci en compagnie de leurs musiciens.
En 2022, Nathalie Delcroix et Jorunn Bauweraerts sortent un nouvel album : De Langste Nacht. Cet album est le résultat d'une nouvelle collaboration entre le duo et ses partenaires. Avec cet album, Laïs entre clairement dans une nouvelle phase d'« Indie folk » avec des influences arabes, rompant avec son style de musique folk traditionnelle. 

## Membres

### Membres actuels
- Jorunn Bauweraerts (et son compagnon, le bassiste Tomas de Smet), joue dans le groupe belge King Dalton.
- Annelies Brosens
- Nathalie Delcroix  (née le 14 février 1976 à Kapellen) : fille du coureur cycliste Ludo Delcroix et la nièce de l'homme politique Leo Delcroix. Elle a grandi à Kalmthout et participa dans sa jeunesse à plusieurs courses cyclistes[4]. Elle est la dernière à rejoindre le groupe Laïs, où elle remplaça Soetkin Collier. En 2003, elle est choriste sur le premier album d'Admiral Freebee[5] et, avec Eva De Roovere (nl) et Wigbert Van Lierde (nl), elle fait partie de Jumbalaya[5], qui se produit au festival Na fir bolg (en). En 2004, elle fait partie de Prima Donkey, avec Gunter Nagels et Rudy Trouvé[6]. En 2006, avec Bjorn Eriksson (ancien membre des Zita Swoon) et Maxon Blewitt, elle se produisit au festival De nachten (nl) dans un concert country et bluegrass, ce qui aboutira en 2007 à l'album The Partchesz[7]. Celle même année, elle enregistre Bakske vol met stro (nl) sur un album hommage à Urbanus, Urbanus Vobiscum[8], interprétant aussi, avec Roland Van Campenhout et les autres membres de Laïs, la chanson Hittentit (nl). En 2008, elle participa à l'album hommage à Bobbejaan Schoepen, chantant avec Bart Peeters et Peter Live (nl) un hommage à Wannes Van de Velde. À partir de 2010, elle participe à la tournée Country Ladies avec Roland Van Campenhout, Eva De Roovere et Tine Reymer[9]. Elle a aussi travaillé avec Gorki, Johan Verminnen et Spinvis[10] Le projet The Partchesz continue à évoluer sous le nom Eriksson Delcroix, participant en 2012 à la musique du film Alabama Monroe, puis en enregistrant en 2014 un nouvel album intitulé For Ever.

### Anciens membres
- Soetkin Collier

## Discographie
- 1998 : Laïs (ALEA)
- 2000 : Dorothea (Virgin Music Belgium)
- 2003 : A la capella (Virgin Music Belgium)
- 2004 : Douce victime (Virgin Music Belgium)
- 2006 : Documenta (EMI)
- 2007 : The Ladies' Second Song (BANG Music)
- 2009 : Laïs - Lenski (BANG Music)
- 2013 : Midwinter Tales (Own Publication)
- 2017 : Midwinter Tales II (Own Publication)
- 2019 : 25 (Munich Records)[11]

## Collaborations
- Première partie des concerts de Sting, Alain Souchon
- Avec Ludo Vandeau pour A la capella
- Avec I Muvrini
- Avec Gabriel Yacoub pour Dorothea (Le Grand Vent)
- Avec Spinvis pour Astronaut
- Avec Simon Lenski (du groupe DAAU) pour Laïs Lenski